# Gustav Nottebohm
Martin Gustav Nottebohm (Lüdenscheid, Vesztfália, 1817. november 12. – Graz, 1882. október 31.) német zenei író. 

## Életútja
Tanult Ludwig Bergernél, Dehnnél, Mendelssohnnál és Schumannál, 1846-tól Bécsben élve még Sechternél. Zeneoktatásból élt, írt kamarazeneműveket is. Utazása során hunyt el Grazban. 

## Könyvei
- Ein Skizzenbuch von Beethoven (1865)
- Thematisches Verzeichniss der im Druck erschienenen Werke von Beethoven (1868)
- Them. Verz....Franz Schuberts (1874)
- Beethoveniana (2 kötet, 1872, 1887; a Neue Beethoveniana csak a lipcsei Musikalisches Wochenblattban jelent meg, 1875-től)
- Beethovens Studien (1873)
- Ein Skizzenbuch von Beethoven aus dem Jahr 1803 (1880)
- Mozartiana (1880)